# Martin Weiss (Musiker)

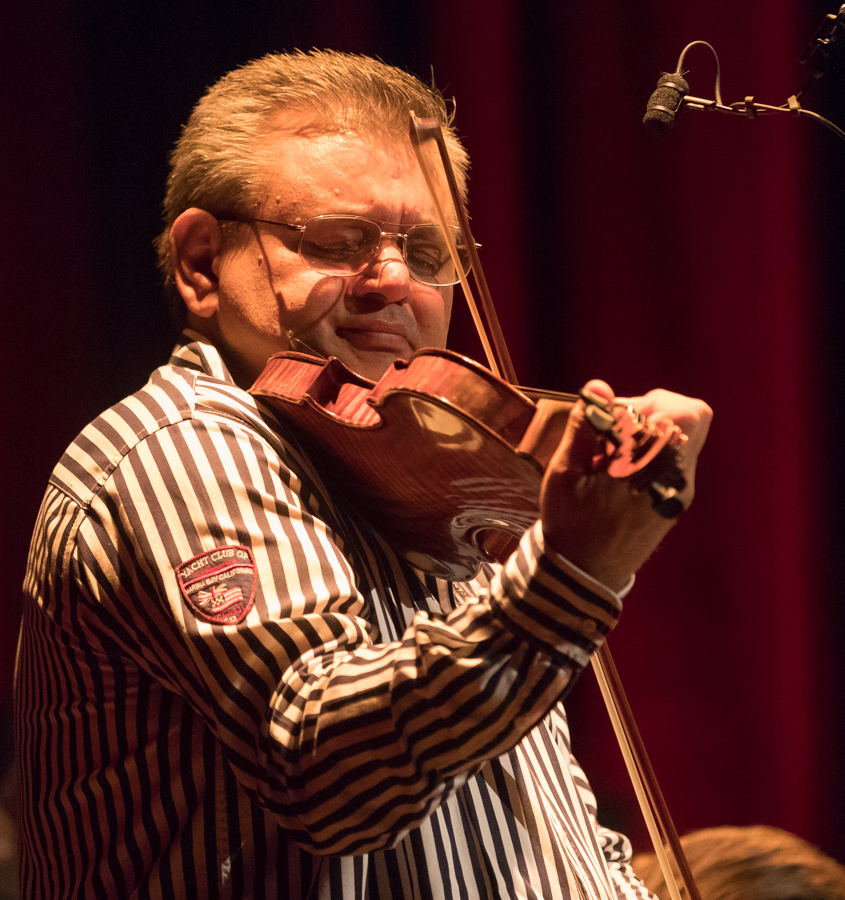
Martin Weiss (Oslo, 2017)

Martin Weiss (* 14. Juni 1961 in Berlin; † 25. Februar 2024) war Violinist und Gitarrist sowie Komponist von Gypsy-Jazz in der Tradition von Django Reinhardt.

## Leben und Wirken
Weiss stammte aus einer Musikerfamilie der Sinti; er gründete seine erste Band mit seinem Cousin Romani Weiss (Gitarre) und Willy Rehm (Bass). Sie wurde durch Pedro Tetour (Gitarre), später Rainer Weber (Gitarre) und Häns’che Weiss ergänzt und führte den Namen Dja Maro Drom (Wir gehen unseren Weg). Mit 17 Jahren war Weiss Solist im Häns’che Weiss Quintett. Etwas später formierte sich ein Trio, zu dem sich Vali Mayer gesellte. Die Band spielte 3 LPs / CDs ein. Das Goethe-Institut förderte und organisierte Konzerttourneen der Band in Brasilien, Panama, Kuba, Mexiko, Indien, Nepal, Bangladesch und Tibet.
Als Solist und Gastmusiker spielte er mit Stéphane Grappelli, Biréli Lagrène, Schnuckenack Reinhardt, Stochelo Rosenberg, Babik Reinhardt, Ravi Shankar, Oscar Peterson, Barney Kessel, Joe Pass, Milt Hinton, Ray Brown, Joe Zawinul, Philip Catherine, Hugo Strasser, Max Greger sen, Paul Kuhn, Horst Jankowski, Niels-Henning Ørsted Pedersen, Hazy Osterwald, Alberto Weiss, der Bigband des Hessischen Rundfunks und der RIAS Big Band Berlin.

## Diskografie (Auszug)
- Hommage, Georg Löffler, München, 1996
- Gipsy Celebration, H19-Produktion
- Miro Drom, Raumer Records
- For All My Friends, Raumer Records
- Savoir Vivre, Georg Löffler, München
- Family, 2015